# Управління спеціальних акцій (ЦРУ)
Управління спеціальних акцій ЦРУ (англ. Special Activities Division (SAD) або Загін спеціальних акцій ЦРУ — спеціалізована складова частина, окремий департамент Центрального розвідувального управління Сполучених Штатів, на який покладаються завдання проведення прихованих спеціальних операцій у всьому світові, відомих, як «спеціальні акції» (англ. "special activities") силами напівмілітарних підрозділів. Власно департамент складається з двох підрозділів: групи спеціальних операцій (англ. Special Operations Group (SOG) та групи політичних акцій (англ. Political Action Group (PAG).

## Структура
Група спеціальних операцій Управління спецакцій призначена для виконання завдань найважливіших прихованих спеціальних операцій, пов'язаних з високим ризиком у чутливому політичному або військовому середовищі, де відкрите застосування силових методів врегулювання проблем або оприлюднення участі американського уряду в акції матиме небажаний ефект. Особовий склад цієї групи, що комплектується так званими офіцерами напівмілітарних операцій чи офіцерами спеціальних навичок, не має ніяких ознак, атрибутів чи уніформи, за якими можлива ідентифікація належності до будь-якої військової або розвідувальної структури США. Нерідко офіційні представники уряду США відмовляються від цих груп у разі провалу операції.
Група спеціальних операцій вважається однією з найпотаємніших формувань спеціальних операцій Сполучених Штатів. Офіцерами групи виконувалася безліч завдань специфічного характеру, часто у взаємодії зі спецпідрозділами частин спеціальних місій, як «Дельта», DEVGRU, ISA, 24-ю ескадрильєю спеціальної тактики ССО, а також з іншими підрозділами сил спеціальних операцій країни, як-то армійськими, військово-морськими, авіаційними, морської піхоти, SEAL, SWCC, рейнджерами, розвідкою морської піхоти тощо.
Група політичних акцій призначена для виконання спеціальних завдань, пов'язаних з врегулюванням політичних ситуацій впливу, психологічними операціями та економічними акціями. Стрімкий розвиток сучасних інформаційних технологій змусив керівництво ЦРУ уповноважити цю групу виконанням завдань у цій сфері діяльності. Зазвичай невеликий підрозділ із групи політичних акцій приховано або потай виконує завдання, що впливає на політичний розклад ситуації в іншій країні; водночас до проведення важливої масштабної таємної акції залучається значний компонент різнорідних експертів, який спроможний діяти за усіма напрямками одночасно з метою підтримки американської зовнішньої політики за кордоном.

## Відео
- Special Activities Division — Special Operations Group | SAD SOG
- Special Activities Division